# بلر توک
بلر توک (انگلیسی: Blair Tuke؛ زادهٔ ۲۵ ژوئیه ۱۹۸۹) قایقران قایق بادبانی اهل نیوزیلند است.